# 前打ち報道
前打ち報道（まえうちほうどう）とは捜査機関が強制捜査や身柄拘束に関する着手についてマスコミが事前に報道すること。

## 概要
報道関係者の間で事件報道の評価は初報で決まると言われており、内容の濃い続報や深い解説を書いても、初報で先んじられると評価が高くならないことが多いため、前打ち報道が重視されている。前打ち報道は他社間同士で抜いたか抜かれたかがはっきりし、かつ記事が正しかったか否かがすぐに結果が出る。捜査機関の対象や事象は間違っていなくても、時期が大幅にずれていたら前打ち報道をした報道機関の誤報と判断されることもある。
逆に捜査関係者にとってみれば、捜査内容の着手が被疑者側に漏れることに批判的であることが多い。捜査機関からすると、「被疑者が自殺するかもしれない」「被疑者が逃亡するかもしれない」「被疑者が証拠隠滅するかもしれない」「（被疑者と捜査機関取調官との信頼関係が崩れて）被疑者を自供させられないかもしれない」という懸念があるため、報道機関による前打ち報道を警戒している。記者クラブ所属の報道機関が前打ち報道をすることについて捜査機関が捜査妨害を受けた等の大問題があると判断した場合は、記者クラブによって当該報道機関は一定期間にわたって公式記者会見の出入り禁止処分を受けることがあり、その間は当該報道機関は公式取材は制限されることになる。
なお、「（近い将来発表することはわかっている事象について）発表前に入手して報じることの意味は薄れている」として前打ち報道に力を入れるマスコミに疑問を呈する意見もある。
前打ち報道として有名なものとして、1975年5月19日のサンケイ新聞（現:産経新聞）による連続企業爆破事件に関する逮捕予告記事がある。これによりサンケイ新聞は1975年度の新聞協会賞を受賞した。